# At bygge et skib
At bygge et skib er en dansk dokumentarfilm fra 1991 instrueret af Søren Kloch.

## Handling
Opgaven for det danske værft var at præfabrikere et skib til passagerer og fragt. Skibet skulle sejle på Victoriasøen i Tanzania, og danske og afrikanske arbejdere skulle samle det på stedet. En film om et bistandsprojekt, set fra dansk side, bramfri i sin tone og velegnet til at skabe diskussion om kulturforskelle, ulandshjælp osv.